# Roger III de Foix
Pour les articles homonymes, voir Roger de Foix.
Roger III de Foix († 1148), est comte de Foix de 1124 à 1148. Il est fils de Roger II, comte de Foix, et d’Étiennette de Bésalu.

## Biographie
Il commence par soutenir les revendications de Bernard Aton IV Trencavel sur la vicomté de Carcassonne face à Raimond-Bérenger III, comte de Barcelone. Bernard Aton meurt en 1129 et Roger prend les enfants de ce dernier sous sa protection.
En 1134, il aide son suzerain, Alphonse Jourdain, comte de Toulouse à négocier la paix entre les rois Alphonse VII de Castille et Ramire II d'Aragon. Dans les années qui suivent, les guerres baussenques éclatent entre les comtes de Toulouse et ceux de Barcelone à propos de la possession de la Provence. Contrairement à de nombreux seigneurs languedociens, Roger reste fidèle à Alphonse Jourdain.

## Mariages et enfants
Il épouse en 1117 Jimena de Barcelone, veuve de Bernard III, comte de Bésalu et fille de Raimond-Bérenger III, comte de Barcelone et de Marie Rodríguez. Elle donne naissance à :
- Roger-Bernard Ier († 1188), comte de Foix ;
- Bradimène, mariée en 1131 à Guillaume, vicomte de Sault et baron de Niort[1] ;
- Douce († 1209), mariée en 1157 à Armengol VII († 1184), comte d’Urgell.